# Liste der Biografien/Stai
Liste der Biografien |
Portal Biografien |
Personensuche
# |
A |
B |
C |
D |
E |
F |
G |
H |
I |
J |
K |
L |
M |
N |
O |
P |
Q |
R |
S |
T |
U |
V |
W |
X |
Y |
Z |
?
 
Sa |
Sb |
Sc |
Sd |
Se |
Sf |
Sg |
Sh |
Si |
Sj |
Sk |
Sl |
Sm |
Sn |
So |
Sp |
Sq |
Sr |
Ss |
St |
Su |
Sv |
Sw |
Sy |
Sz
 
Sta |
Ste |
Sth |
Sti |
Stj |
Stl |
Sto |
Str |
Sts |
Stt |
Stu |
Stv |
Stw |
Sty
 
Staa |
Stab |
Stac |
Stad |
Stae |
Staf |
Stag |
Stah |
Stai |
Staj |
Stak |
Stal |
Stam |
Stan |
Stap |
Star |
Stas |
Stat |
Stau |
Stav |
Staw |
Stax |
Stay |
Staz
Die Liste der Biografien führt alle Personen auf, die in der deutschsprachigen Wikipedia einen Artikel haben. Dieses ist eine Teilliste mit 83 Einträgen von Personen, deren Namen mit den Buchstaben „Stai“ beginnt.

## Stai
- Stai, Erik (1915–2004), norwegischer Hochspringer

### Staib
- Staib, Alexandra (* 1985), deutsche Filmschauspielerin, Fernsehredakteurin und Filmproduzentin
- Staib, Christian (1892–1956), norwegischer Segler
- Staib, Constantin (* 1995), deutscher Hockeyspieler
- Staib, Friedrich (1925–2011), deutscher medizinischer Mykologe, Mikrobiologe, Veterinär- und Humanmediziner
- Staib, Gerald (* 1950), deutscher Architekt, Hochschullehrer an der Technischen Universität Dresden
- Staib, Uwe (* 1964), deutscher Fußballspieler
- Staible, Marius (* 1997), deutscher Akkordeonist, Komponist und Pädagoge
- Staiblin, Gerdi (* 1942), deutsche Politikerin (CDU)
- Staiblin, Jasmin (* 1970), deutsche Managerin

### Staic
- Staicu, Dragoș (* 1985), rumänischer Skirennläufer
- Staïcu, Paul (* 1968), französischer Kabarettist und Musiker
- Staicu, Simona (* 1971), rumänisch-ungarische Langstreckenläuferin
- Stăiculescu, Doina (* 1967), rumänische Turnerin

### Staie
- Staier, Andreas (* 1955), deutscher Cembalist und Pianist
- Staier, Lukas (* 1989), deutscher Comedian, Rapper, Schauspieler und Content-Creator

### Staig
- Staiger, Bodo (1949–2019), deutscher Musiker
- Staiger, Christoph, deutscher Basketballspieler
- Staiger, Emil (1908–1987), Schweizer Germanist
- Staiger, Gerd (1930–2019), deutscher Schauspieler und Regisseur
- Staiger, Ilse (* 1915), deutsche BDM-Führerin
- Staiger, Klara (1588–1656), Augustiner-Chorfrau und Priorin des Klosters Marienstein zu Eichstätt
- Staiger, Lucca (* 1988), deutscher Basketballspieler
- Staiger, Ludwig (* 1948), deutscher Mathematiker und Informatiker
- Staiger, Marcus (* 1971), deutscher Journalist und LabelbetreiberMarcus Staiger (* 1971)

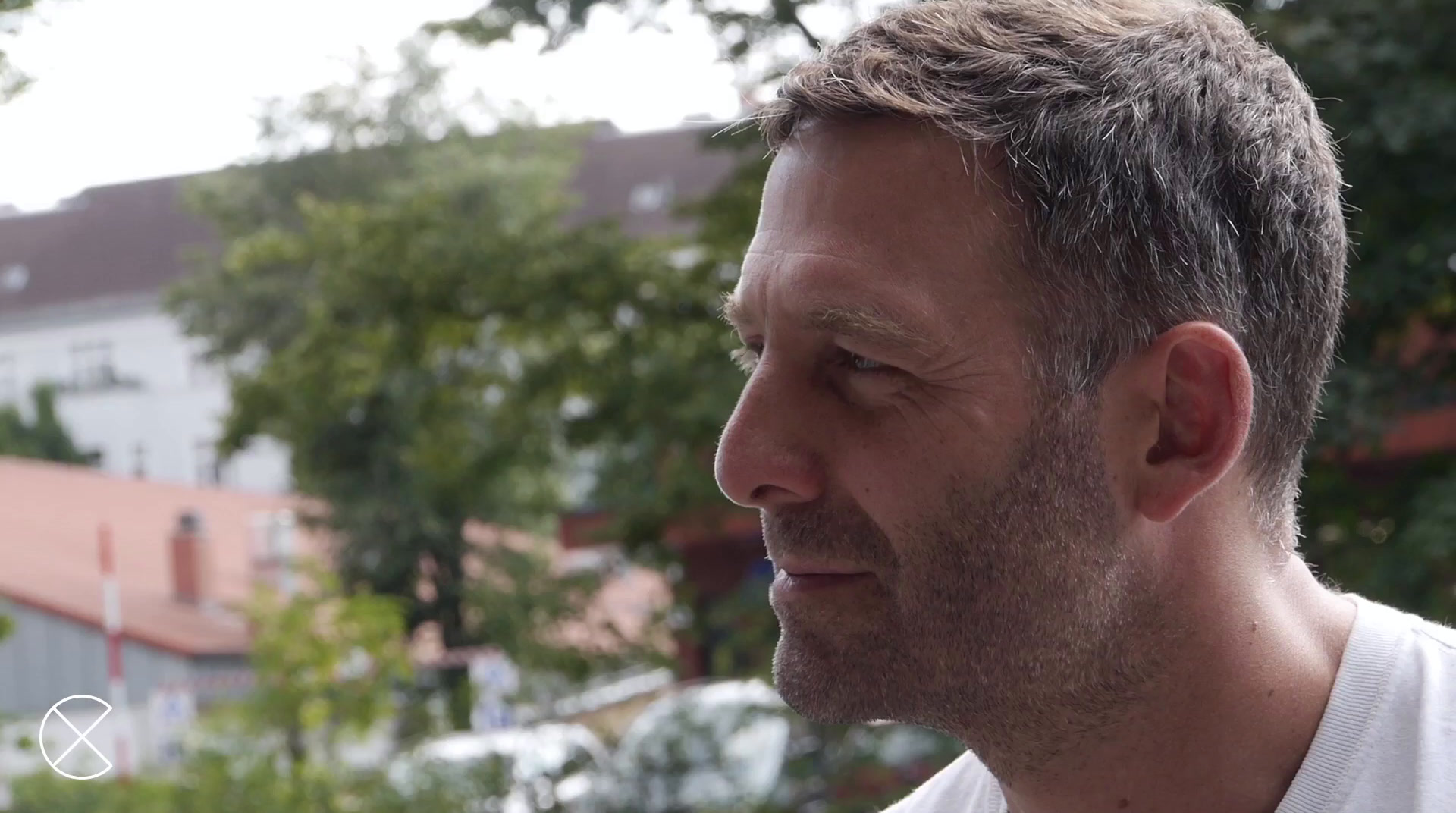
Marcus Staiger (* 1971)

- Staiger, Michael (* 1973), deutscher Literaturwissenschaftler und -didaktiker
- Staiger, Otto (1894–1967), Schweizer Glasmaler und Maler
- Staiger, Paul (* 1941), US-amerikanischer zeitgenössischer Maler
- Staiger, Ulrich (* 1966), deutscher Fotograf und Grafikdesigner
- Staiger, Wolfgang (1947–2023), deutscher Politiker (SPD), MdL
- Staight, Paul (* 1974), australischer Badmintonspieler
- Staigis, Armin (* 1950), deutscher Offizier (Brigadegeneral)

### Staik
- Staikopoulos, Staikos († 1835), griechischer Freiheitskämpfer, Partisanenführer, Mitglied der Filiki Eteria sowie General während der Griechischen Revolution
- Staikos, Michael (1946–2011), griechischer Geistlicher, orthodoxer Metropolit des ökumenischen Patriarchats in Wien
- Staikouras, Christos (* 1973), griechischer Politiker, Abgeordneter und Minister
- Staikow, Wesselin (1906–1970), bulgarischer Grafiker

### Staim
- Staimer, Edeltraut (1927–2020), deutsche katholische Theologin und Hochschullehrerin
- Staimer, Eleonore (1906–1998), deutsche Diplomatin (DDR)
- Staimer, Josef (1871–1941), deutscher Gewerkschaftsvorsitzender und Polizeipräsident von München
- Staimer, Richard (1907–1982), deutscher Kommunist, Spanienkämpfer und Generalmajor der NVA

### Stain
- Stain zu Jettingen, Maria Anna Theresia von (1688–1751), Oberhofmeisterin
- Stain, David vom (1525–1565), deutscher Adliger
- Stain, Karl Leopold vom (1729–1809), k.k. Feldzeugmeister, Inhaber des Infanterie-Regiments Nr. 50 und Ritter des Maria-Theresien-Ordens
- Stain, Raz (* 1994), israelischer Fußballspieler
- Stain, Walter (1916–2001), deutscher Politiker (GB/BHE), MdL
- Stainach, Leonhard von († 1501), salzburgischer römisch-katholischer Geistlicher
- Stainbacher, Placidus (1642–1720), deutscher Benediktiner und Abt
- Stainback, Ingram M. (1883–1961), US-amerikanischer Politiker, neunter Territorialgouverneur von Hawaii
- Stainer, Jakob († 1683), Tiroler Geigenbauer
- Stainer, John (1840–1901), englischer Komponist
- Stainer, Ottilie (1880–1953), österreichische Vereinsfunktionärin und Parteigründerin
- Stainer-Hämmerle, Kathrin (* 1969), österreichische Politik- und Rechtswissenschaftlerin
- Stainer-Knittel, Anna (1841–1915), Tiroler Porträt- und BlumenmalerinAnna Stainer-Knittel (1841–1915)

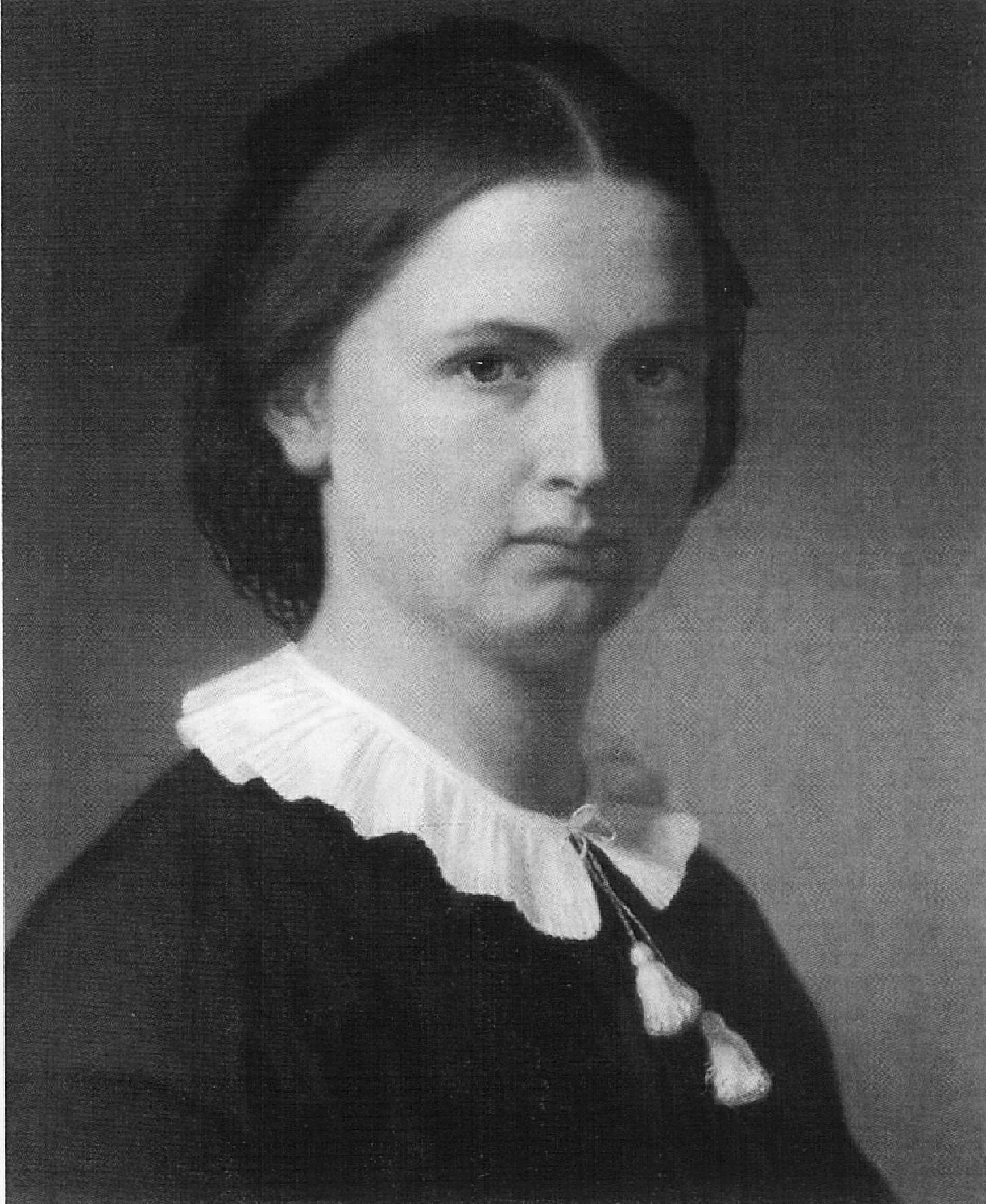
Anna Stainer-Knittel (1841–1915)

- Staines, Gary (* 1963), britischer Langstreckenläufer
- Staines, Mike (* 1949), US-amerikanischer Ruderer
- Staines, Thomas (1776–1830), britischer Seeoffizier
- Stainhauser von Treuberg, Johann Philipp (1719–1799), deutscher Rechtswissenschaftler und Hochschullehrer
- Stainhauser, Johann (1570–1625), Salzburger Unternehmer, Historiker und Chronist
- Stainhauser, Maximilian († 1620), Salzburger Unternehmer und Bürgermeister der Stadt Salzburg
- Stainier, Didier (* 1963), belgischer Biologe und Entwicklungsgenetiker
- Staininger, Hans († 1567), Stadthauptmann von Braunau am Inn
- Staininger, Otto (1934–2022), österreichischer bildender Künstler und Schriftsteller
- Stainl, Edmund (* 1846), österreichischer Theaterschauspieler, -intendant, Komiker und Sänger
- Stainlein, Johann Gottlieb Eduard von (1785–1833), bayerischer Diplomat
- Stainlein, Ludwig von (1819–1867), Graf, Komponist und Violoncellist
- Stainton, Chris (* 1944), englischer Keyboarder, Bassist und Songschreiber
- Stainton, Henry Tibbats (1822–1892), britischer Entomologe
- Stainton, Philip (1908–1961), britischer Schauspieler

### Staio
- Staiola, Enzo (1939–2025), italienischer Schauspieler und Mathematiklehrer
- Staios, Steve (* 1973), kanadischer Eishockeyspieler

### Stair
- Stairmand, Billy (* 1989), neuseeländischer Surfer
- Stairs, William (1863–1892), kanadisch-britischer Soldat und Forschungsreisender

### Stais
- Stais, Spyridon (1859–1932), griechischer Sportschütze
- Stais, Valerios (1857–1923), griechischer Archäologe
- Staisch, Erich (1927–2010), deutscher Eisenbahnhistoriker und Sachbuchautor
- Staisch, Peter (1943–2022), deutscher Journalist
- Staisch, Thomas Alexander (* 1971), deutscher Journalist und Autor
- Staišiūnaitė, Eglė (* 1988), litauische Leichtathletin

### Stait
- Stait, Alex (* 1979), englischer Squashspieler
- Stait, Brent (* 1959), kanadischer Schauspieler
- Staite, Jewel (* 1982), kanadische SchauspielerinJewel Staite (* 1982)

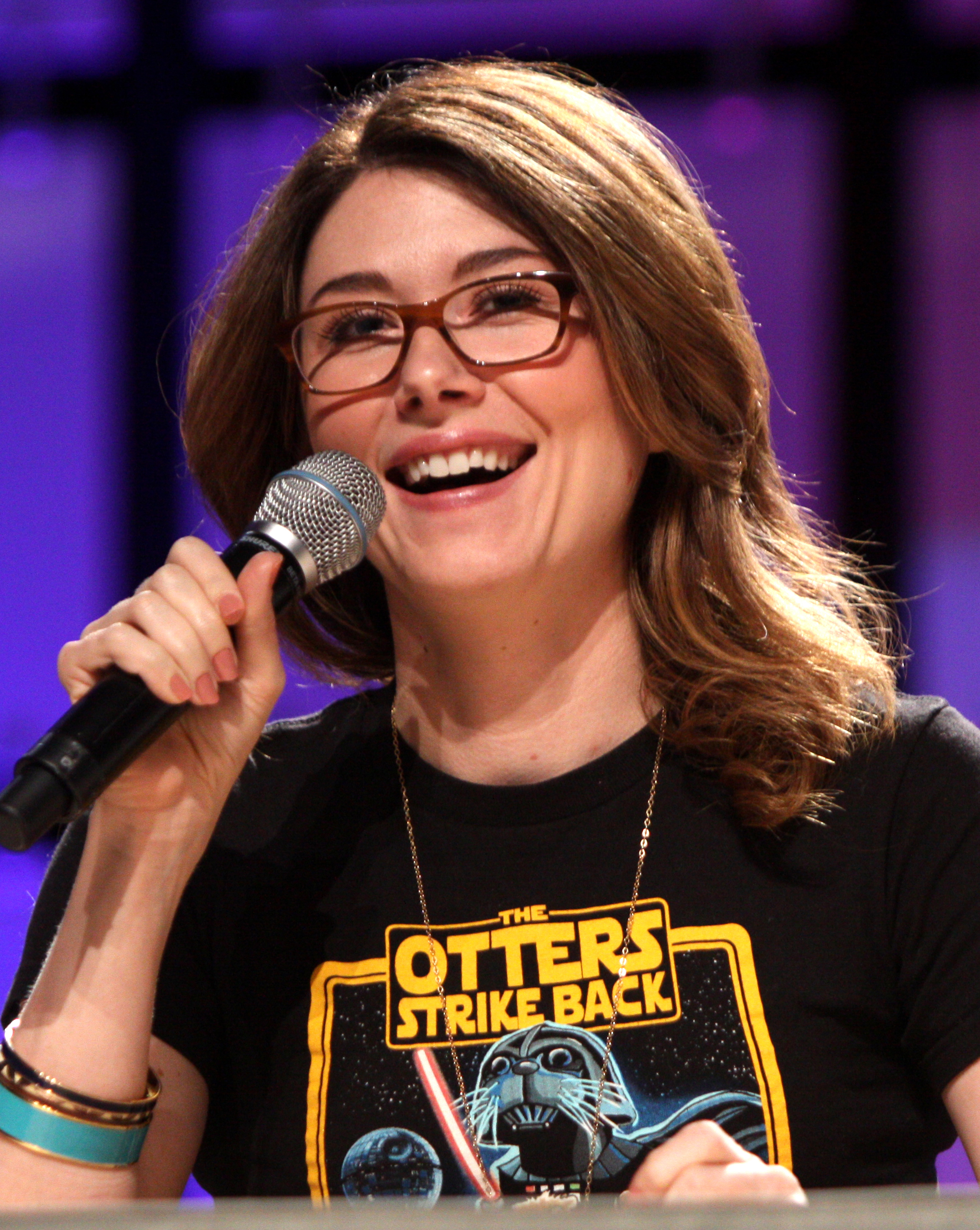
Jewel Staite (* 1982)

- Staite, William Edwards (1809–1854), englischer Erfinder

### Staiu
- Staius Murcus, Lucius, römischer Politiker und Soldat, einer der Mörder Iulius Caesars